# PROTECT IP Act
O PROTECT IP Act (Preventing Real Online Threats to Economic Creativity and Theft of Intellectual Property Act of 2011), também conhecido como PIPA, Senate Bill 968 ou S. 968, foi uma lei proposta nos Estados Unidos para combater sites relacionados à pirataria, especialmente sites hospedados fora dos Estados Unidos.
A proposta foi feita pelo senador Patrick Leahy em 12 de maio de 2011.